# Phan Thị Vàng Anh
Dans ce nom, le nom de famille, Phan, précède le nom personnel.
Phan Thị Vàng Anh est un écrivain vietnamien.

## Œuvre
- Quand on est jeune (recueil de quatorze nouvelles), traduit du vietnamien par Kim Lefèvre, éditions Philippe Picquier, 1996. Édition de poche en 2006.